# Hydroscaphidae
Hydroscaphidae je malá čeleď vodních brouků, která má 23 druhů (počet není ustálen) ve třech rodech.
Brouci jsou celkem malí, v délce 1-2 mm. Barevná paleta je od žlutohnědé po hnědou, krovky mají zkrácené, tykadla (antenna) i nohy mají krátké.

Žijí v proudící vodě, dospělci i larvy se živí vláknitými řasami rostoucími na kamenech.
Požadovaná teplota prostředí je rozmanitá, od vody z tajícího sněhu až po vodu zteplalou horkými prameny.

Brouci dýchají vzduch ze vzduchové bubliny zpod krovek (elytra), který získávají dýchacími průduchy v pružné membráně (spirakulum) oddělující hřbetní destičky (tergit).
Snesená vajíčka, poměrně velká, ukrývají pod vodou v řasách.

Larvy mají po pěti postranních očkách (stemata), dýchají tracheálními žábrami. Jsou zcela vodnímí larvami.

Čeleď Hydroscaphidae je známá ze všech kontinentů, kromě Antarktidy.

## Taxonomie
- Rod Hydroscapha  LeConte, 1874
  - Hydroscapha coomani  Löbl, 1994
  - Hydroscapha crotchi  Sharp, 1874 – Španělsko, Korsika
  - Hydroscapha granulum  Motschulsky, 1855 – Francie, Itálie, Jugoslávie
  - Hydroscapha gyrinoides  Aube
  - Hydroscapha hunanensis
  - Hydroscapha jaechi  Löbl, 1994
  - Hydroscapha jumaloni  Satô, 1972
  - Hydroscapha mauretanica  Peyerimhoff, 1922
  - Hydroscapha monticola  Löbl, 1994
  - Hydroscapha natans  LeConte, 1874 – USA, Mexiko
  - Hydroscapha nepalensis  Löbl, 1994
  - Hydroscapha reichardti  Löbl, 1994
  - Hydroscapha saboureaui  Paulian, 1949
  - Hydroscapha satoi  Löbl, 1994
  - Hydroscapha sharpi  Reitter, 1887
  - Hydroscapha substrigosa  Champion, 1920
  - Hydroscapha takahashii  Miwa, 1934
  - Hydroscapha turbinata  Champion, 1925
- Rod Scaphydra  Reichardt, 1973
  - Scaphydra angra  Reichardt, 1971
  - Scaphydra hintoni  Reichardt, 1971
  - Scaphydra pygmaea  Reichardt, 1971
- Rod Yara  Reichardt et Hinton, 1976 – americké tropy
  - Yara dybasi  Reichardt et Hinton, 1976
  - Yara vanini  Reichardt et Hinton, 1976